# Дачи Д. П. Бахрушина
Две да́чи Дми́трия Петро́вича Бахру́шина — памятник дачной архитектуры конца XIX века на территории посёлка Черкизово, в местечке Ясенки.
В 1895 году купцом и фабрикантом Гомоновским на берегу Клязьмы в Черкизове были выстроены несколько дач. Сюда вела от дороги на деревню Черкизово липовая аллея, посаженная купцом Алексеевым как раз до ворот усадьбы Гомоновского. Меценат Дмитрий Петрович Бахрушин, приехав впервые в Черкизово с семьёй на отдых в 1892 году, снял на лето дачу у фабриканта. Всей семье очень понравились Ясенки. Уговорив Гомоновского, Бахрушин за очень высокую цену (33 тысячи рублей) купил его дачи. На месте старых дач Гомоновского им в 1893 г. были построены новые дачи по проекту Ф. В. Рыбинского, которые и стоят до сих пор. Вокруг них были разбиты парк, фруктовый сад, сделана оранжерея. В саду был фонтан, площадка для детских игр.
В 1920-е годы в одной из дач частично разместился музыкальный техникум. После ряда перестроек дачи превратились в многоквартирные жилые дома. На главной даче веранда забита стенами, открытого выхода на улицу нет; фронтон убран. У обеих дач имеются на первом этаже хозяйственные пристройки.

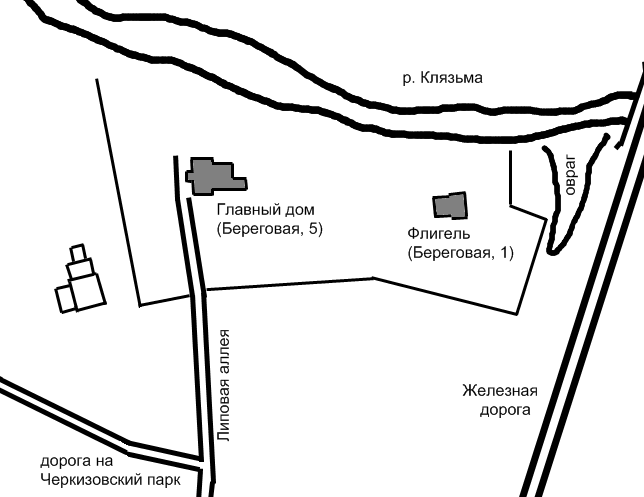
Расположение усадьбы Д.П. Бахрушина на местности.
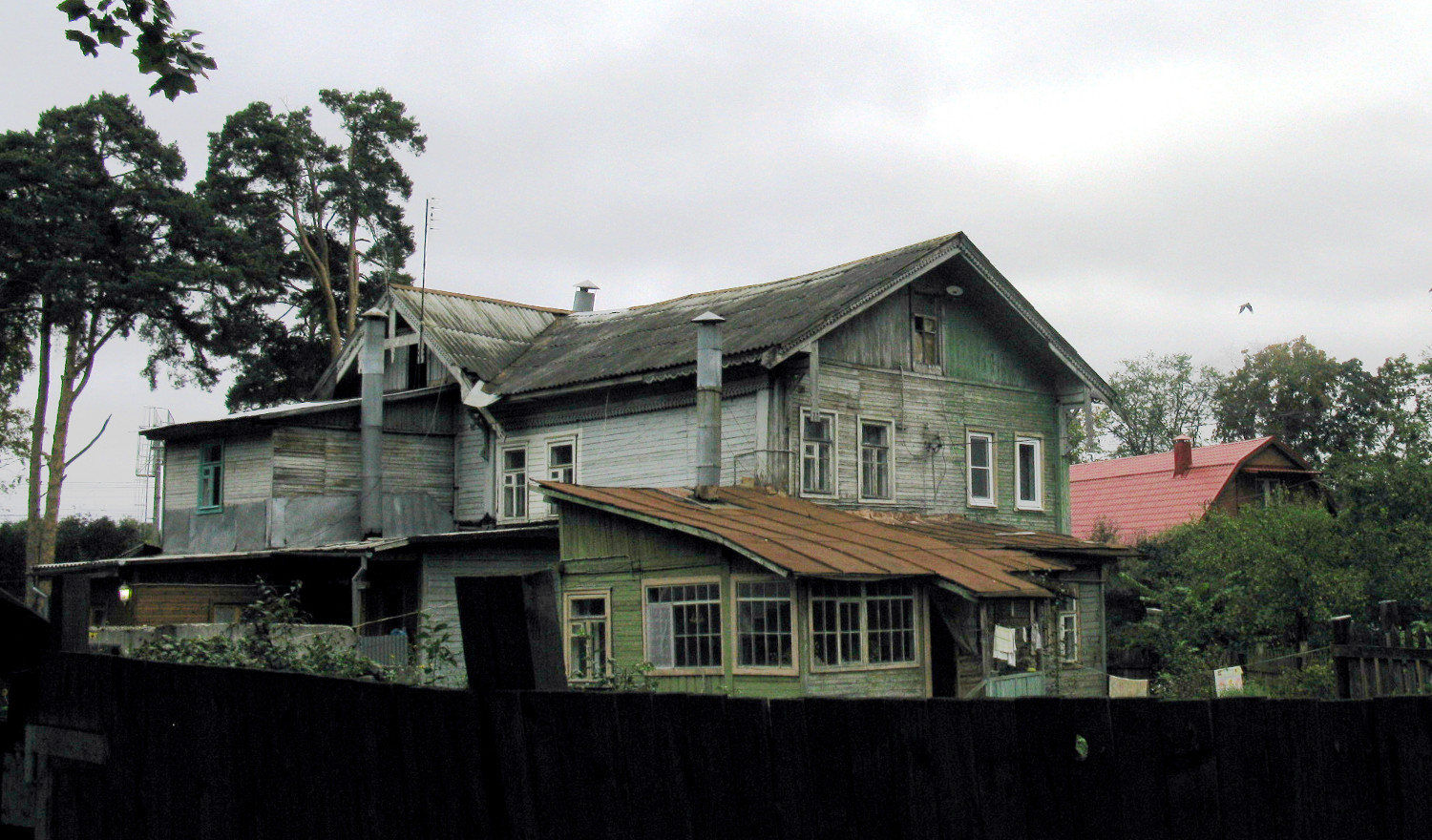
Флигель усадьбы Д.П. Бахрушина (ул. Береговая, 1). Современное фото.